# Дампир
Дампир (итал. Dampyr) је италијански научнофантастични стрип који су осмислили Мауро Бозели и Маурицио Коломбо, а који објављује издавачка кућа „Серђо Бонели едиторе“.

## Почетак
Мауро Бозели је у једном интервјуу објаснио да је идеју за стрип имао још осамдесетих година двадесетог века, али да није имао и адекватну полазну тачку. Идеју су му дали сукоби у бившој СФРЈ и прва епизода стрипа описује управо те догађаје мада се нигде експлицитно не помињу места нити имена људи, али цртежи обилују препознатљивим панорамама градова и рушевинама. У Италији је прва епизода стрипа објављена у априлу 2000, а у Србији 21. фебруара 2008. Дампира објављује издавачка кућа „Весели четвртак“.

## Прича
Према виђењу аутора стрипа, прави вампири су тзв. „господари ноћи“, који одударају од класичне представе вампира. Сунчева светлост их не убија, а не заобилазе ни цркве. Способни су да праве визије, као и друге, али мање моћне вампире који чине њихов чопор. Против њих се бори дампир - син вампира и жене. Он није прави вампир, али има неке моћи. Рецимо, његова крв је отровна за вампире. У походу на вампире, главном лику помажу Курјак, бивши војник и Тесла, вампирица која се одметнула од своје врсте. Сви ликови су представљени у првој епизоди стрипа. Прве две епизоде дешавају на Балкану и у њима је приказан сукоб на простору бивше Југославије. Радња наредних епизода смештена је у Африку, Русију, Трансилванију, као и средњоевропске градове попут Берлина и Прага.

## Ликови
Аутори тврде да је лик дампира створен према старој српској легенди о дампиру. Главни лик, Харлан, нацртан је по лику британског глумца Рејфа Фајнса, а Тесла подсећа на певачицу Мари Фредериксон из групе Роксет или Ени Ленокс из групе Јуритмикс. Сам Бонели помиње и Горана Бреговића као могући узор за дампиров лик. И други ликови који се појављују су рађени према узору на славне личности. Ламија која се појављује у епизоди која носи њено име, рађена је по лику глумице Шарлоте Лемпинг, а пали анђео Калеб Лост рађен је према лику Дејвида Боуија, али из каснијег периода, што је објашњено тиме да је тек са кратком фризуром и без шашавог имиџа из ранијих дана могао да има уверљив ауторитет као Дампиров ментор. И негативци су рађени према ликовима славних. Нергал, архинепријатељ поменутог анђела, цртан је према лику Винсента Прајса, а демон људождер Торк према лику глумца Мајкла Данкана.

## Критике
Према писању „Политике“, „Дампир” је стрип просечних домета у визуелном изразу, али и сценарију. Тематски је намењен љубитељима хорора, посебно читаоцима „Дилана Дога”, али и млађој публици, јер су сцене насиља и проблематичан језик прилично ублажени. Наводе се и позитивније критике, посебно на рад цртача Марија и Луке Росија. Такође, похваљен је и рад аутора, јер су проучили обимну литературу, као што су античке легенде, митови и уопште веровања, као и тематску литературу и хорор филмове Б-продукције, што је све послужило као основа за креирање авантура. Ни остали детаљи нису занемарени; сценографија је помно одабрана, као и грађевине, градови, пејзажи, имена ликова...